# Озёрная провинция
Озёрная прови́нция (англ. Lakes, араб. البحيرات‎, транслит. al-Buhayrat) — одна из 12 провинций Южного Судана. 2 октября 2015 года была разделена на штаты Гок (штат), Штат Восточных озёр и Штат Западных озёр. Была восстановлена мирным соглашением, подписанным 22 февраля 2020 года.
- Территория: 40 235 км².
- Население 695 730 человек (на 2008 год).

Административный центр — город Румбек.
4 сентября 2011 года правительство Южного Судана решило перенести столицу из города Джубы на 240 км к северу, планируя построить новый город Рамсель.

## Административное деление

- Авериал (округ)[англ.]
- Вулу (округ)[англ.]
- Восточный Йироль[англ.]
- Западный Йироль[англ.]
- Куэйбет (округ)[англ.]
- Центральный Румбек[англ.]
- Северный Румбек[англ.]
- Восточный Румбек[англ.]